# ساموئل دووال
ساموئل دووال (انگلیسی: Samuel Duvall; ۱۱ مارس ۱۸۳۶ – ۲۶ سپتامبر ۱۹۰۸) کماندار اهل ایالات متحده آمریکا بود.